# Shelley Sandie
Shelley Sandie (22 de janeiro de 1969) é uma ex-basquetebolista profissional australiana, medalhista olímpica.

## Carreira
Shelley Sandie integrou a Seleção Australiana de Basquetebol Feminino, em Sydney 2000, conquistando a medalha de prata.